# John Ehret
John Ehret (* 15. Oktober 1971 in Karlsruhe) ist ein deutscher parteiloser Politiker. Er ist seit 2024 Oberbürgermeister von Leimen. Zuvor war er von 2012 bis 2024 Bürgermeister von Mauer.

## Leben
Ehrets leiblicher Vater war als US-Soldat in Karlsruhe stationiert. Als seine Mutter, eine Deutsche, an einem Hirntumor erkrankte, gab sie Ehret mit zwei Jahren in ein Heim. Im Jahr 1977 wurde er von Gertrud und Helmut Ehret adoptiert und wuchs fortan in Mauer auf. Sein Adoptivvater war für die SPD Mitglied des Gemeinderats in Mauer.
Am Kurfürst-Friedrich-Gymnasium Heidelberg legte er 1992 das Abitur ab. Anschließend absolvierte er bis Herbst 1993 den Zivildienst bei der Evangelischen Stadtmission in Heidelberg. Von 1993 bis 1996 studierte er an der Hochschule des Bundes für öffentliche Verwaltung in Wiesbaden im Fachbereich Kriminalpolizei. Er schloss das Studium als Diplom-Verwaltungswirt (FH) ab.
Ehret war bis zu seinem Amtsantritt als Bürgermeister von Mauer 2012 für das Bundeskriminalamt tätig. Für die Behörde war er unter anderem im Libanon, in Bosnien und Herzegowina sowie in Afghanistan im Einsatz. Für seinen Einsatz in Afghanistan im Rahmen des German Police Project Team verlieh ihm der damalige Bundeskriminalamt-Präsident Jörg Ziercke die Afghanistan-Spange.
Ehret ist verheiratet und hat zwei Kinder.

## Politik
Ehret wurde am 6. Mai 2012 mit 58,1 Prozent der Stimmen zum Bürgermeister von Mauer gewählt. Er trat das Amt am 1. Juni 2012 an. Er wurde damit der erste schwarze Bürgermeister Baden-Württembergs. Am 8. März 2020 wurde er mit 60,2 Prozent der Stimmen für eine zweite Amtszeit wiedergewählt.
Seit 2014 ist Ehret Mitglied des Kreistags des Rhein-Neckar-Kreises in der Fraktion der Freien Wähler.
Am 24. März 2024 wurde Ehret mit 63,8 Prozent der Stimmen zum Oberbürgermeister von Leimen gewählt. Er folgte Hans Reinwald nach und trat das Amt am 11. Juni 2024 an.